# Montegallo
Montegallo település Olaszországban, Marche régióban, Ascoli Piceno megyében. Lakosainak száma 422 fő (2023. január 1.). Montegallo Arquata del Tronto, Montemonaco, Roccafluvione, Comunanza és Acquasanta Terme községekkel határos.

## Népesség
A település lakossága az elmúlt években az alábbi módon változott:
| Lakosok száma | 522  | 504  | 422  |
|               | 2017 | 2018 | 2023 |